# Ematurga obsoletaria
Ematurga obsoletaria är en fjärilsart som beskrevs av Zetterstedt 1838. Ematurga obsoletaria ingår i släktet Ematurga och familjen mätare. Inga underarter finns listade i Catalogue of Life.